# Gary Peterson
Gary Richard Peterson (ur. 9 czerwca 1946, zm. 17 października 1975) – nowozelandzki żużlowiec.

## Życiorys
W 1973 zdobył w Auckland tytuł indywidualnego mistrza Nowej Zelandii. Startował również w eliminacjach indywidualnych mistrzostw świata, zajmując X miejsce w półfinale brytyjskim w Londynie. W 1975 r. reprezentował Nową Zelandię w półfinale mistrzostw świata par (IV m. we Fredericii) oraz w półfinale drużynowych mistrzostw świata (III m. w Reading).
Startował w lidze brytyjskiej, w barwach klubów z Newcastle, Nelson i Wolverhampton.
Zginął tragicznie 17 października 1975 r. podczas finału „Midland Cup”, w 11. biegu tych zawodów nie opanował motocykla, upadł, a następnie uderzył głową w słup oświetleniowy, ponosząc śmierć na miejscu.